# Miguel Ciprés y Florencia
Miguel Ciprés y Florencia (Pertusa, 1716 - Huesca, 1801) fue un teólogo y médico español. Fue catedrático de prima de la Universidad de Huesca y escribió Breve resumen de gobernar los infantes no nacidos, en lo espiritual y temporal, desde la concepción hasta el bautismo.